# Хвалкова дача
Хвалко́ва Да́ча — ботанічна пам'ятка природи місцевого значення в Україні. Розташована на південно-східній околиці села Базниківка Саранчуківської сільради Тернопільського району Тернопільської області. 
Площа — 10 га. Оголошена об'єктом природно-заповідного фонду рішенням Тернопільської обласної ради № 50 від 26 лютого 1999 року. Перебуває у віданні місцевої селянської спілки. 
Під охороною — горицвіт весняний, гадючник шестипелюстковий, рідкісні й такі, що перебувають під загрозою зникнення, види рослин на території Тернопільської області. Місце оселення корисної ентомофауни.